# Royaume de Bone
Pour les articles homonymes, voir Bone.
1330–1967

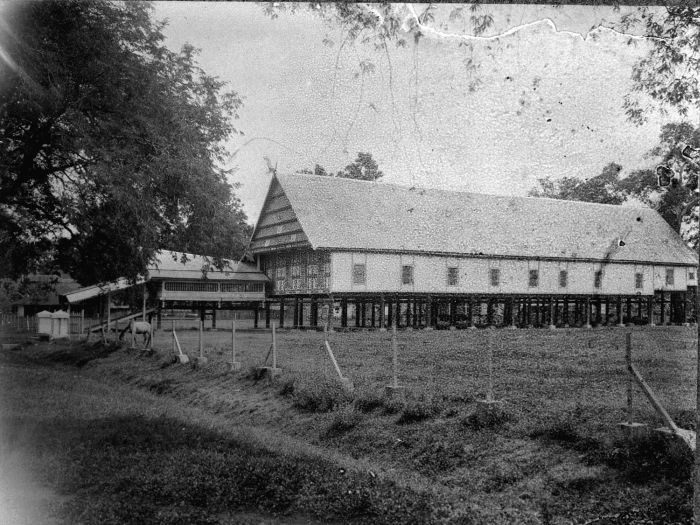
Le palais de la princesse de Bone vers 1910

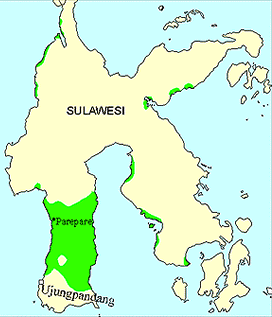
Carte montrant les zones de peuplement bugis dans l'île de Célèbes

Bone (pronconcer "Boné") était un des principaux royaumes bugis dans la province indonésienne actuelle de Sulawesi du Sud dans l'île de Célèbes.

## Histoire
Le nom de Bone, non plus que celui d'autres importants royaumes bugis ou makassar comme Gowa, Tallo' ou Wajo, n'est pas mentionné dans La Galigo, une épopée bugis dont les plus anciens fragments remonteraient au XIIIe siècle apr. J.-C.
Selon la tradition bugis, le royaume a été fondé par Manurungnge Rimatajang en 1330.
En 1605, le roi de Gowa se convertit à l'islam. En 1608, il se lance dans une série d'expéditions militaires pour imposer la nouvelle foi aux différentes principautés makassar et bugis. Le prince de Bone se soumet en 1611. Gowa est désormais la puissance dominante du sud de Célèbes.
En 1660 un prince de Bone, qui prendra le titre complet de Latenritatta Towappatunru Daeng Serang Datu Mario Riwawo Arung Palakka Malampee Gemmekna Petta Torisompae Matinroe ri Bontoala, plus simplement Arung Palakka, se rebelle contre Gowa avec quelque 10 000 partisans. Il est défait et doit se réfugier, d'abord dans l'île de Buton et finalement à Batavia, place forte de la VOC (Compagnie néerlandaise des Indes orientales) sur l'île de Java. Arung Palakka prend part à l'attaque et la défaite de Gowa par les Hollandais en 1668-69. En 1672, il prend le titre d' Arumpone ("souverain de Bone"). Il entreprend alors une série de campagnes pour soumettre les autres principautés du sud de Célèbes, provoquant l'exil de nombreux princes bugis et makassar. Arung Palakka envoie également une armée à Java pour aider la VOC à mater la rébellion du prince Trunajaya de Madura. Bone s'affirme ainsi comme un allié des Hollandais.
Le XVIIIe siècle, dans le sud de Célèbes, est marqué par les rivalités entre les différents États bugis et makassar. Un prince bugis notamment, Arung Singkang ("prince de Sengkang"), de la famille princière de Wajo, construit une alliance contre Bone et la VOC. En 1739, il attaque la cour de Bone, qui est incendiée.

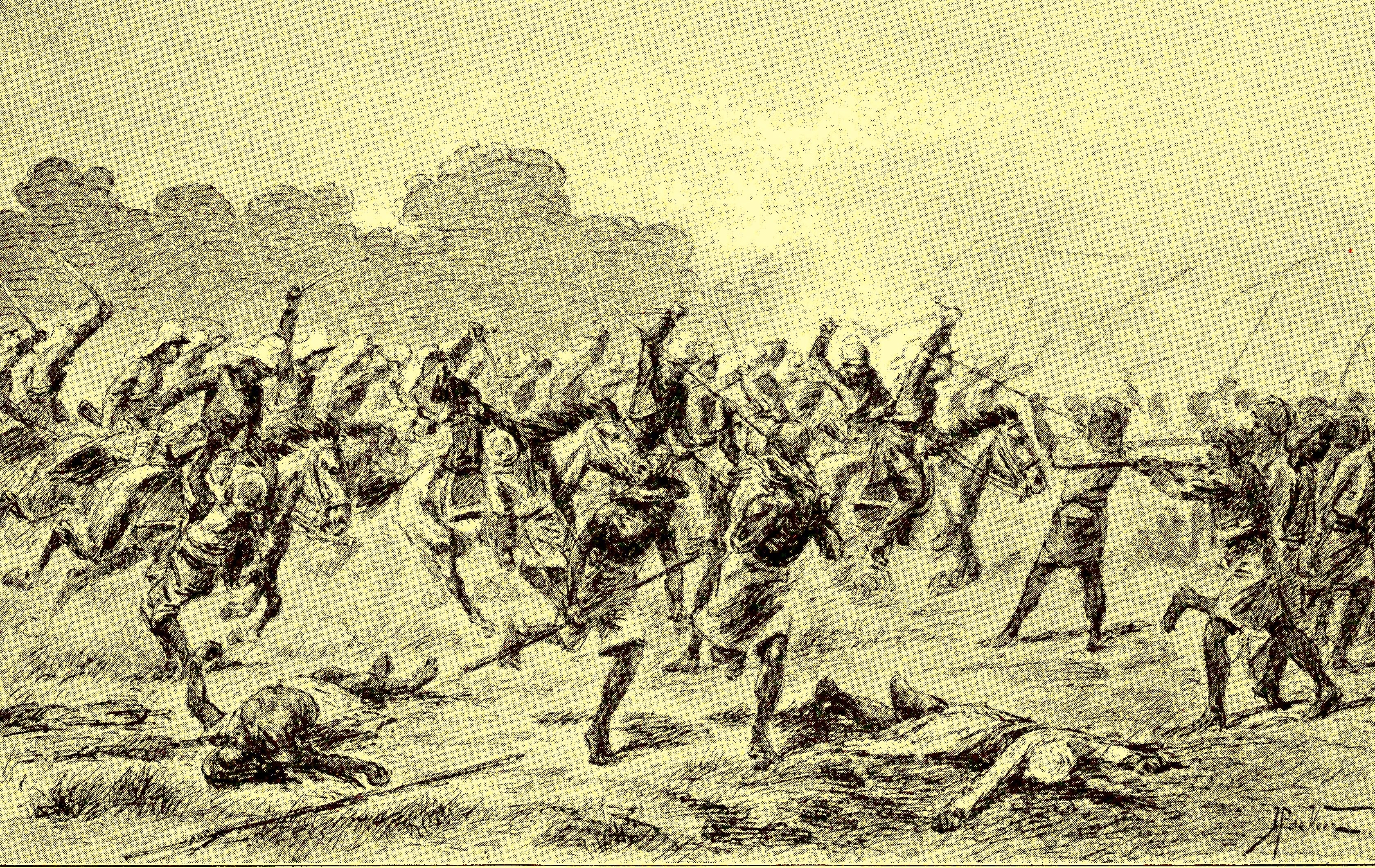
Charge de la cavalerie néerlandaise à Bone (1859)

Durant les guerres napoléoniennes, les Britanniques occupent les Indes néerlandaises. Bone, à la tête d'une alliance de plusieurs principautés, attaquent les positions britanniques en 1814 et 1816, mais est défait à chaque fois. Les Néerlandais reviennent en 1816 dans un contexte où la légitimité du traité de Bungaya signé en 1667 entre la VOC et Gowa est remise en question. Lorsqu'en 1824, le gouverneur général Van der Capellen propose un renouvellement du traité, Bone refuse. En 1825, la reine Salima occupe des districts sous souveraineté hollandaise et fait massacrer deux garnisons hollandaises. Les Hollandais, alliés à Gowa, lance une campagne contre Bone, qui est défait. Le début de la guerre de Java contraint les Néerlandais à réduire leur présence militaire à Célèbes, laissant quelque répit à Bone.

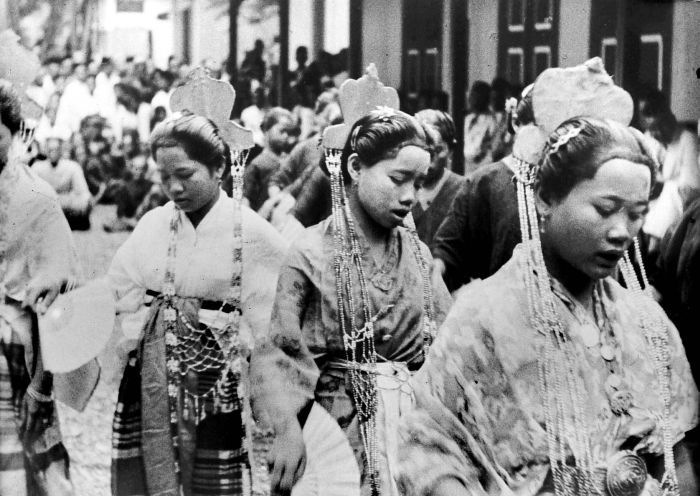
Danseuses à la cour de Bone

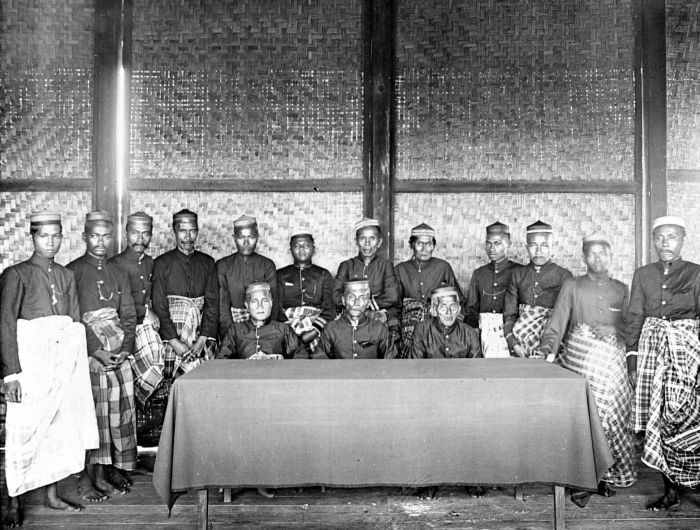
Réunion de chefs de district de Bone à l'époque des Indes néerlandaises

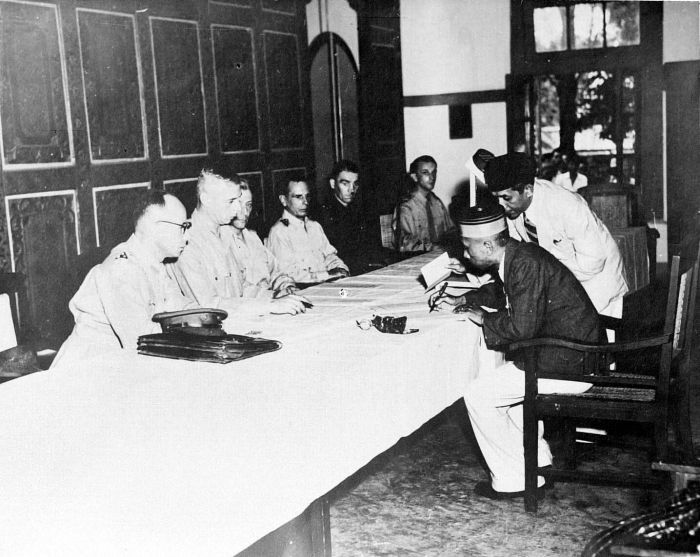
Signature de la Korte Verklaring ("courte déclaration") par le roi de Bone (1946)

Dans le sillage de la proclamation de l'indépendance de l'Indonésie en 1945, l' Arumpone La Mappanyuki prend le parti de la jeune république contre les Néerlandais qui veulent récupérer leur colonie, acceptant l'autorité du gouverneur nommé par Jakarta, le Dr Sam Ratulangie, un Manadonais protestant. Cette position lui vaut d'être arrêté par les Néerlandais en 1946, avec Ratulangie et roi de Luwu.
Bone est aujourd'hui un kabupaten de la province de Sulawesi du Sud.

## Liste des souverains de Bone

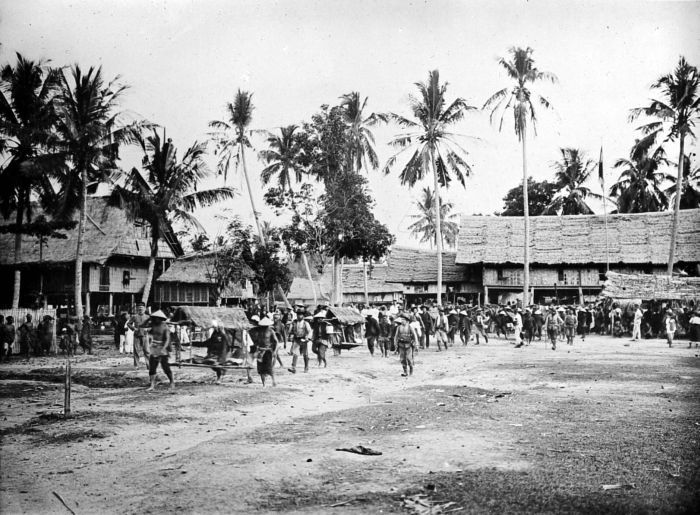
Le corps du roi La Pawawoi est porté à travers le village (1905)

- 1392-1424 : Mata Selompu Mapololiteng, élu Arumpone par la noblesse de Bone
- 1424-1441 : La Wumassa, fils du précédent
- 1441-1470 : La Saliwu Karaeng Pelua
- 1470-1490 : We Bar-ri Gau Daeng Marawa Arung Majang Makalappi Bisu-ri Patta-ri La We Larang, fils du précédent
- 1490-1517 : La Tan-ri Sukki Mappanjugi, fils du précédent
- 1517-1542 : La Wulio Boti, fils du précédent
- 1542-1584 : La Tan-ri Rawe Bongkanke, fils du précédent
- 1584-1595 : La Icha, fils aîné de La Wulio Boti
  - 15XX-1590 : La Patawang, beau-frère du précédent
  - 1590-1595 : Dangka We Tan-ri Tuppu, fille de la précédente
- 1595-1607 : Dangka We Tan-ri Tuppu, unique reine
- 1607-1608 : Adam, fils de Wi-Limpa, fille de La Wulio Boti
- 1608-1626 : Ala ud-din, fils de La Icha
- 1626-1643 : Saleh ibni al-Marhum, fils d'Adam
- 1643-1660 : To'Bala'
- 1660-1667 : Arung Amali, régent
- 1667-1672 : Saleh ibni al-Marhum, restauré
- 1672-1696 : Sa'ad ud-din, plus connu sous le nom d'Arung Palakka, fils de We Tan-ri Suwi, fille d'Adam
- 1696-1714 : Idris Aziz ud-din (id), neveu du précédent
- 1714-1715 : MatinroE-ri Tipuluna, fille du précédent
- 1715-1720 : Soliman ibni al-Marhum, fils d'Idris Aziz ud-din
- 1720 : MatinroE-ri Tipuluna, second règne
- 1720-1721 : Sahab ud-din Ismail ibni al-Mahrum, fils d'Idris
- 1721-1724 : Siraj ud-din ibni al-Marhum, beau-frère du précédent
- 1724-1738 : MatinroE-ri Tipuluna, troisième règne
- 1738-1741 : I-Danraja Siti Nafisah Karaeng Langelo binti al-Marhum, fille de I-Tanitaja Maning Ratu Siti Amira, fille de Sahab
- 1741-1749 : MatinroE-ri Tipuluna, quatrième règne
- 1749-1775 : Abdul Razzaq Jalal ud-din ibni al-Marhum, fils d'Idris
- 1775-1812 : Ahmad as-Saleh Shams ud-din, fils de Daeng Matanang, fille du précédent
- 1812-1823 : Muhammad Ismail Mukhtaj ud-din (id), fils du précédent
- 1823-1835 : Salima Rajiat ud-din, fille de Ahmad as-Saleh Shams ud-din
- 1835-1845 : Adam Nazim ud-din, fils de Ahmad as-Saleh Shams ud-din
- 1845-1858 : Ahmad Saleh Muhi ud-din, neveu du précédent
- 1858-1860 : Abul-Hadi, fils du précédent
- 1860-1871 : Ahmad Idris, petit-fils par sa mère de Muhammad Ismail Mukhtaj ud-din
- 1871-1895 : Fatima, fille du précédent
- 1895-1905 : La Pawawoi Karaeng Sigeri, fils d'Ahmad Idris
- 1905-1931 : interrègne
- 1931-1946 : Haji Andi Bacho La Mappanyuki Karaeng Silayar (en), fils de We Tan-ri Padarang, fille de Ahmad Idris
- 1946-1950 : Andi Pabenteng Daeng Palawa, fils adoptif du précédent
- 1950-1960 : Haji Andi Bacho La Mappanyuki Karaeng Silayar, restauré

## Prétendants au trône de Bone
- 1960-1967 : Haji Andi Bacho La Mappanyuki Karaeng Silayar, dernier souverain
- 1967-1975 : Andi Pangerang Ibida Daeng Parani, fils du précédent
- 1975- : Andi Anthon Pangerang, fils du précédent